# Veit Marchthaler
Veit Marchthaler (1564 – 1641) német utazó, kereskedő, városi tanácsos.

## Élete
1580. szeptember 12-én egy Martin Wolfenter nevű tutajossal indult Ulmból Bécsbe. Október 7-én Nicos Ferenc deákkal Pápára ment, ahol Lazarus Henckelnek a szolgálatába állt. Vele utazott több ízben áruvásárlásra Bécsbe és mellette maradt két évig. Érintkezése Báthory Zsigmond udvarával szintén Henckel üzleti kapcsolatára vezethető vissza. Az ő megbízásából járt 1588-ban Grazban is. Átmenetileg udvari szolgálatban állt Prágában, Frankfurtban és Stájerországban.
1600. augusztus 8-án hazatért Ulmba, ahol beválasztották a városi tanácsba. 1605-től házassági bíró, 1607-től hadi tanácsos, 1611-ben Handwerksherr, 1616-ban Pflegherr, 1624-ben főbíró, végül 1632-ben titkos tanácsosi címet kapott. 1640-ben a kereskedő céh céhmesterévé választották.
Kétszer nősült, 1600-ban Magdalena Glockengieserint, majd az ő halála után 1613-ban Susanna Merert vette feleségül.
Valentin Frank (1590–1648) szebeni királybíró és szász gróf 1619 és 1621 között mint Henckel unokáinak nevelője levelezett vele. Kéziratát Martin Zeiller bedolgozta saját útleírásába, amivel másfél évszázadra meghatározta a német utazók Magyarországról alkotott képét.

## Művei
- Commentarium de rebus à Sigismundo III. quondam Transsilvanico Principe feliciter adversus Turcas gestis a se scriptum: in pat. Rudolpho ipse humillime porrexit. o. O. 1595
- Ungarische Sachen von A. 1588